# Joseph de La Font
Joseph de La Font (Parigi, 1686 – Parigi, 20 marzo 1725) è stato un drammaturgo francese.

## Biografia
Figlio di un procuratore del Parlamento di Parigi, scrisse una ventina di pièce, da solo o in collaborazione con Lesage e d'Orneval.
La sua passione per il vino e il gioco furono la causa per cui morì a 39 anni.